# Bermuda (blad)
 For alternative betydninger, se Bermuda. (Se også artikler, som begynder med Bermuda)
Bermuda var et gratis blad udgivet af de journaliststuderende på Roskilde Universitet. 
Bermuda blev lavet af journalistikstuderende fra RUC. Bladet skrev om de danske journalistuddannelser, generel journalistik og medier.
Bermuda blev uddelt til journalistuddannelserne (Danmarks Journalisthøjskole og Syddansk Universitet). Bermuda bliver desuden lagt ud  på forskellige uddannelser i København og Roskilde. 